# Brindas
Brindas é uma comuna francesa na região administrativa de Auvérnia-Ródano-Alpes, no departamento de Ródano. Estende-se por uma área de 11,27 km². Em 2010 a comuna tinha 6 423 habitantes (densidade: 569,9 hab./km²).